# Baseball la Jocurile Olimpice de vară din 2020

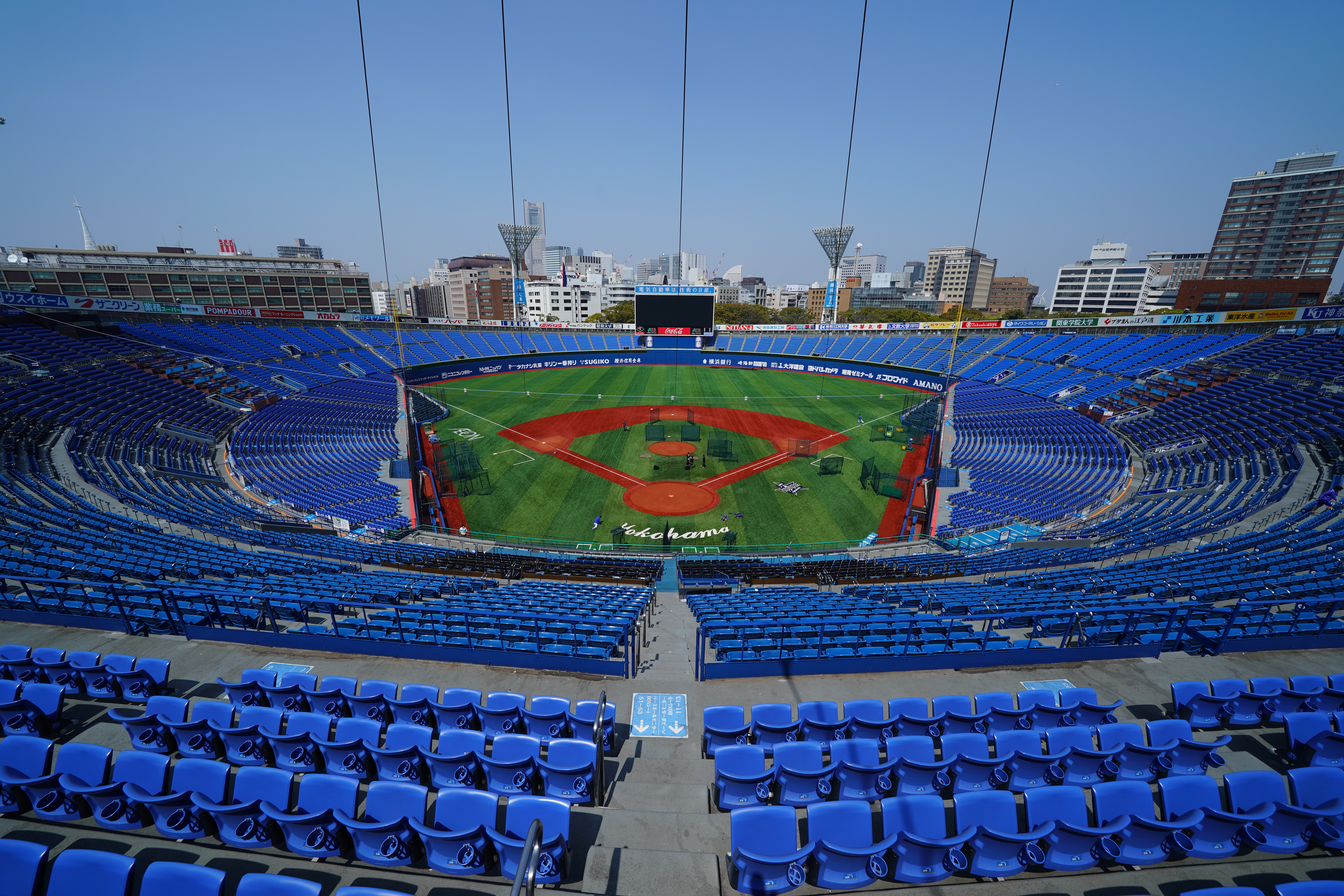
Stadionul din Yokohama

Proba sportivă de baseball la Jocurile Olimpice de vară din 2020 s-a desfășurat la Yokohama și la Fukushima în perioada 28 iulie - 7 august 2021. Baseball a fost unul dintre cele cinci sporturi care au fost adăugate în programul Jocurilor Olimpice din 2020. Ultima ediție a avut loc la Jocurile Olimpice din 2008. Șase echipe au participat la turneu: Israel, Japonia, Mexic, Coreea de Sud, Statele Unite și Republica Dominicană.

## Medaliați
| Event    | Aur | Argint | Bronz |
| Masculin | Japonia · Kōyō Aoyagi · Suguru Iwazaki · Masato Morishita · Hiromi Itoh · Yoshinobu Yamamoto · Masahiro Tanaka · Yasuaki Yamasaki · Ryoji Kuribayashi · Yūdai Ōno · Kodai Senga · Kaima Taira · Ryutaro Umeno · Takuya Kai · Tetsuto Yamada · Sōsuke Genda · Hideto Asamura · Ryosuke Kikuchi · Hayato Sakamoto · Munetaka Murakami · Kensuke Kondo · Yuki Yanagita · Ryoya Kurihara · Masataka Yoshida · Seiya Suzuki | Statele Unite ale Americii · Shane Baz · Anthony Carter · Brandon Dickson · Anthony Gose · Edwin Jackson · Scott Kazmir · Nick Martinez · Scott McGough · David Robertson · Joe Ryan · Ryder Ryan · Simeon Woods Richardson · Tim Federowicz · Mark Kolozsvary · Nick Allen · Eddy Alvarez · Triston Casas · Todd Frazier · Jamie Westbrook · Tyler Austin · Eric Filia · Patrick Kivlehan · Jack López · Bubba Starling | Republica Dominicană · Darío Álvarez · Gabriel Arias · Jairo Asencio · Luis Felipe Castillo · Jumbo Díaz · Junior García · Jhan Mariñez · Cristopher Mercedes · Denyi Reyes · Ramón Rosso · Ángel Sánchez · Raúl Valdés · Roldani Baldwin · Charlie Valerio · José Bautista · Juan Francisco · Jeison Guzmán · Erick Mejia · Gustavo Núñez · Emilio Bonifácio · Melky Cabrera · Johan Mieses · Yefri Pérez · Julio Rodríguez |